# Tyska ligacupen i fotboll
Tyska ligacupen i fotboll, ty. DFL-Ligapokal (även Premiere-Liga-Pokal), var en tysk fotbollsturnering, 1973, 1976–1996 under namnet Supercupen, 1997–2007.
Turneringen arrangerades första gången 1973 som ligacupen men ersattes direkt av Supercupen som spelades på klubbarnas initiativ utan att vara en av förbundet DFB sanktionerad turnering. 1987 blev turneringen officiell. Turneringens utformning har skiftat i antalet lag och matcher där man gått från enbart final mellan liga- och cupmästaren för året till en turnering med grupp- och slutspel. 
1997 bytte turneringen namn till Liga-Pokal. Namnet Premiere-Liga-Pokal är enbart ett sponsornamn sedan kabel-TV-bolaget Premiere gått in som sponsor. Ligacupen spelas i början av säsongen och kan ses som en uppvärmning inför stundande Bundesliga-säsong. 2008 blev cupen inställd på grund av det ansträngda spelschemat inför EM 2008.

## Segrare

### Ligacupen
- 2007: FC Bayern München
- 2006: SV Werder Bremen
- 2005: FC Schalke 04
- 2004: FC Bayern München
- 2003: Hamburger SV
- 2002: Hertha BSC Berlin
- 2001: Hertha BSC Berlin
- 2000: FC Bayern München
- 1999: FC Bayern München
- 1998: FC Bayern München
- 1997: FC Bayern München

### Supercupen
Från 1987 DFB-turnering.
- 1989: BV Borussia 09 Dortmund

- 1987: FC Bayern München
- 1976: Borussia Mönchengladbach